# 余棐
余棐（1499年—1528年），字子忱，號率峰，南直隶徽州府婺源县沱川人，民籍。明朝政治人物。

## 生平
嘉靖四年（1525年）乙酉科應天府鄉試第三十八名舉人，嘉靖五年（1526年）联捷丙戌科会试第二名，廷试第三甲第一名進士，改翰林院庶吉士，选授大理寺评事，七年主考戊子科廣東乡试，不久去世，年仅三十。著有《率峰先生遺稿》四卷。